# Flughafen San Juan (Argentinien)

i8
i11
i13
Der Flughafen San Juan (offiziell: Aeropuerto Domingo Faustino Sarmiento) ist ein argentinischer Flughafen nahe der Stadt San Juan in der Provinz San Juan. Der Flughafen wurde nach Domingo Faustino Sarmiento, dem siebten Präsidenten von Argentinien, benannt.

## Geschichte
Erste Pläne für einen Flughafen entstanden bereits 1958, diese wurden dann 1961 bewilligt. Dazu wurde eine Fläche von 346 ha südlich von San Juan gekauft. Ab 1971 wurde der Flughafen gebaut, fast fertig von einem Erdbeben 1977 aber wieder zerstört. Zwischen 1977 und 1980 wurde er dann wieder aufgebaut und schließlich 1981 eröffnet. Zusätzlich zu Flügen der Aerolineas Argentinas nach Buenos Aires bot auch LATAM Argentina zwischen 2008 und 2018 Flüge nach Buenos Aires an.

## Fluggesellschaften und Flugziele
| Fluggesellschaft      | Ziele                               |
| --------------------- | ----------------------------------- |
| Aerolíneas Argentinas | Buenos Aires-Jorge Newbery, Córdoba |
| Quellen:              |                                     |

## Zwischenfälle
- Am 19. Dezember 1970 brach an einer Hawker Siddeley HS 748-105 der Aerolíneas Argentinas (Luftfahrzeugkennzeichen LV-HHH) auf dem Flughafen San Juan (oder Flughafen Colonia Catriel ?) bei einer sehr harten Landung das Bugfahrwerk zusammen. Dabei wurden beide Propeller und der Rumpf beschädigt. Alle 28 Insassen, vier Besatzungsmitglieder und 24 Passagiere, überlebten den Unfall. Das Flugzeug wurde irreparabel beschädigt.[4][5]